# درجان
درجان نام روستایی است از توابع بخش کوهستان شهرستان تنکابن در استان مازندران کشور ایران.

## جمعیت و ساکنان
بر اساس سرشماری مرکز آمار ایران در سال ۱۳۹۵، جمعیت آن حدود ۱۶۰ نفر (۵۳ خانوار) بوده‌است.